# Malalis
Os Malalis foram um grupo indígena, atualmente considerado extinto, que habitava no século XIX o ao alto Jequitinhonha, no estado brasileiro de Minas Gerais. Foram também chamados de botocudos.